# Neder-Silezisch voetbalkampioenschap 1906/07
In 1906/07 werd het eerste Neder-Silezisch voetbalkampioenschap gespeeld, dat georganiseerd werd door de Zuidoost-Duitse voetbalbond.
ATV Liegnitz werd kampioen en plaatste zich voor de Zuidoost-Duitse eindronde. De club won eerst van Preußen Kattowitz en verloor in de halve finale van TuFC Britannia Cottbus.

## Bezirksklasse
| Plaats | Club                    | Wed. | W | G | V | Saldo | Ptn  |
| ------ | ----------------------- | ---- | - | - | - | ----- | ---- |
| 1.     | ATV Liegnitz            | 6    | 6 | 0 | 0 | 35:2  | 12:0 |
| 2.     | FC Blitz 03 Liegnitz    | 6    | 4 | 0 | 2 | 21:13 | 8:4  |
| 3.     | FC Viktoria 06 Liegnitz | 6    | 1 | 1 | 4 | 6:36  | 3:9  |
| 4.     | SC Germania Liegnitz    | 6    | 0 | 1 | 5 | 3:14  | 1:11 |

|  | Kampioen |